# عیوب عملیات حرارتی

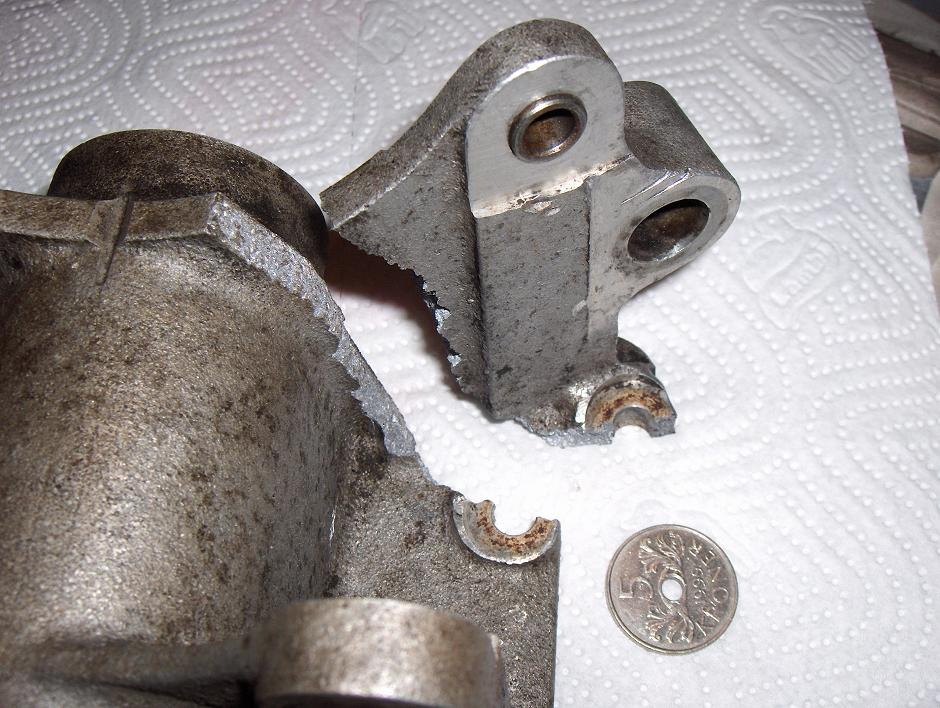
شکست قطعه آلومینیومی سوراخ‌ها حساس‌ترین نقاط در عملیات حرارتی هستند

عیوب عملیات حرارتی (به انگلیسی: heat treatment defects) به ایراداتی گویند که به علت عملیات حرارتی، سرد کردن یا نگه‌داری اشتباه در قطعات صنعتی ایجاد می‌شود و عامل ۸۰٪ شکستگی و انهدام قطعات صنعتی هستند. روش یافتن دلیل شکستگی، مطالعهٔ ریزساختار‌ها در نواحی شکستگی است. با تصحیح روش‌های عملیات حرارتی، کوره‌ها، سرد کردن و زمان‌بندی مناسب می‌توان از ایجاد این عیوب جلوگیری کرد.

## جلوگیری از ایجاد عیوب
برای جلوگیری از ایجاد عیوب در عملیات حرارتی به نکات زیر باید توجه کرد:
1. برای گرم کردن قطعات در روش‌های مختلف حرارتی از گسترهٔ دمایی مناسب که توسط شرکت تولیدکنندهٔ فولاد توصیه شده‌است استفاده شود.
2. زمان و روش گرم کردن باید بر اساس نوع فولاد، ابعاد و شکل قطعه، روش بارگیری و نوع کوره عملیات حرارتی انتخاب شود و ترجیحاً از روش‌های توصیه شده استفاده شود.
3. با توجه به نوع کوره و عملیات حرارتی و باید از تغییر ترکیب شیمیایی سطح حین گرم کردن و نگه داری در دماهای بالا جلوگیری کرد.
4. با توجه به ترکیب شیمیایی، ابعاد و خواص نهایی مورد نظر از محیط سرد کنندهٔ مناسب استفاده کرد.
5. اندازه‌گیری سختی راکول قبل از بازپخت نیز از عوامل شایع شکستگی است.[۲]
6. در صورتی که هدف سخت کردن ابزار باشد باید:
  - قطعات در صورتی که هنوز گرم هستند از حمام سریع سردی خارج شوند.
  - قطعات بلافاصله بعد از خروج از حمام، به کورهٔ بازپخت که تا دمای مناسب گرم شده‌است انتقال داده شود. مطالعهٔ ریز ساختارها پس از شکست

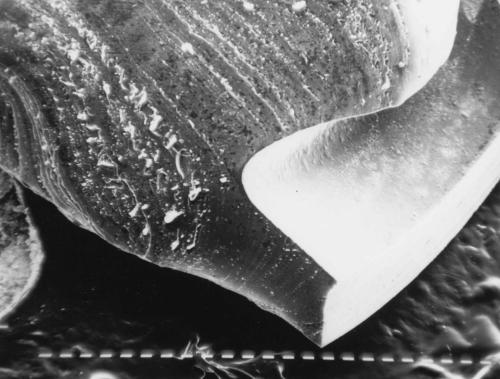
مطالعهٔ ریز ساختارها پس از شکست

## انواع عیوب
عیوبی که در حین سخت‌کردن به وجود می‌آید به‌طور عمده به ۴ نوع تقسیم می‌شود:

### ترک خوردن
ترک خوردن (به انگلیسی:crack) می‌تواند بر اثر عوامل مختلفی به‌وجود آید:
1. نرخ سرد شدن بسیار زیاد؛ مثلاً استفاده کردن از مایعی با ظرفیت گرمایی ویژه متفاوت از مایع استاندارد (مثلاً آب بجای روغن) یا خالص نبودن مایع سردکننده.
2. سرد کردن قطعهٔ سریع سرد شده تا دمای اتاق قبل از عملیات بازپخت؛ احتمال ترک‌خوردگی در این مورد برای قطعات حجیم و پیچیده بیشتر است و باید تا قبل از پایین آمدن دما از ۶۰–۸۰ درجه سلسیوس بازپخت انجام شود یا در آب جوش تنش‌گیری نمود.
3. متوقف کردن عملیات سریع سردی در دمایی بالا و انتقال مستقیم قطعات به کوره بازپخت با دمایی نسبتاً بالا؛ در این شرایط تشکیل مارتنزیت متوقف شده و در حین سرد کردن پس از بازپخت ادامه می‌یابد و باعث ایجاد مخلوط مارتنزیت بازپخت شده و نشده می‌شود که منجر به ایجاد تنش‌های داخلی بسیار زیاد می‌گردد.
4. کاهش کربن یا اکسایش شدید قطعه در حین حرارت دادن و قبل از سریع سرد کردن نیز می‌تواند منجر به ترک برداشتن شود.
5. نرخ زیاد گرم کردن؛ مخصوصاً در مورد قطعاتی که یک بار سخت شده‌اند و دوباره باید سخت شوند.
6. ترک ناشی از شکل قطعه مانند گوشه‌های تیز یا تغییرات ضخامت ناگهانی یا سوراخ‌ها باعث آهنگ سرد شدن با آهنگ‌های مختلف شده و در نهایت منجر به ترک می‌شود.

### تغییر شکل یا تاب‌برداشتن

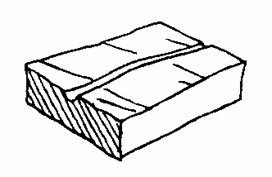
شمای تاب برداشتگی در یک قطعه

تاب‌برداشتن (به انگلیسی:buckle) اصطلاحی است که برای انحنا برداشتن رویه‌ها و سطوح و خارج شدن از حالت ایده‌آل به‌کار می‌رود. عوامل زیر می‌توانند باعث تابیدگی شوند:
1. گرم کردن یا سرد کردن بسیار سریع به ویژه در حین تشکیل مارتنزیت.
2. انتخاب دمای بسیار بالا برای آستنیته کردن مخصوصاً در قطعات پیچیده صنعتی
3. طراحی ناصحیح قطعه؛ هر چه یک ابزار از قطعات ساده و منظم‌تر تشکیل شده باشد احتمال تاب برداشتن در آن کمتر است.
4. بارگیری اشتباه قطعات در کوره؛ (به جز در کوره‌های حمام نمک)
5. استفاده از روش‌های اشتباه در فروبردن محیط سردکننده

### نواحی پراکنده نرم
نواحی نرم بیشتر در فولاد کم کربن ساده یا کم آلیاژ دیده می‌شود و معمولاً علت‌های زیر شایع‌ترین علل است:
1. سریع سرد کردن در مایعی که حباب دارد یا در حین سرد کردن با بالا رفتن دما در آن حباب تشکیل می‌شود. برای جلوگیری از این پدیده ۱۰ تا ۱۵ درصد نمک طعام (NaCl) یا سودا (NaHCO3) به آب می‌افزایند.
2. استفاده از آب‌هایی که به آلودگی‌هایی چون روغن، صابون یا .. آلوده شده باشند به عنوان سردکننده.
3. کافی نبودن حجم مایع خنک‌کننده.
4. وجود پوسته‌های اکسیدی یا مواد دیگر مانند روغن، گریس یا ماسه یا مواد دیگر بر روی سطح قطعه.

### سختی کم پس از سرد شدن سریع[۳]
به علل زیر قطعه به سختی مورد نظر نمی‌رسد:
1. زمان یا دمای آستینه کردن کم باشد.
2. نرخ سرد کردن بسیار کم.
3. کاهش کربن سطح
4. حضور اوستنیت باقیمانده بسیار زیاد ناشی از دمای آستینه کردن بسیار زیاد